# Gianni Brera
Giovanni Luigi Brera (ur. 8 września 1919 w San Zenone al Po, zm. 19 grudnia 1992 w Codogno), włoski dziennikarz i pisarz. Uznawany za rewolucjonistę języka sportowego, wprowadził do użytku powszechnie używane dziś określenia.
Ukończył nauki polityczne na uniwersytecie w Pawii w 1943 roku. Podczas II wojny światowej był spadochroniarzem w dywizji "Folgore", partyzantem, współpracownikiem ruchu oporu w Val d'Ossola.
W 1945 roku przyjął ofertę pracy w La Gazzetta dello Sport, którą zaproponował mu redaktor naczelny Bruno Roghi. W 1949 roku sam, jako najmłodszy w historii Włóch, stanął na czele redakcji tego najważniejszego włoskiego dziennika sportowego.
Rozpoczynał od pisania o lekkiej atletyce, stał się znany dzięki piłce nożnej i kolarstwu. Pracował w gazetach Il Giorno, Il Giornale, il Guerin Sportivo i la Repubblica. Jego teksty były tłumaczone na wiele języków. Tworzył także sztuki teatralne, był pasjonatem kulinarnym.
Żonaty z Riną Gramegną (1920-2000), miał czworo dzieci: Franco (ur. i zm. w 1944), Carlo (malarz, 1946–1994), Paolo (pisarz, ur. 1949) i Franco (muzyk, ur. 1951). Zginął w wypadku samochodowym. Jego imię od 2003 roku nosi Arena Miejska w Mediolanie.